# گریت آلتکار
گریت آلتکار (به انگلیسی: Great Altcar) یک روستا و محله مدنی در بریتانیا است که در West Lancashire واقع شده‌است. گریت آلتکار ۲۱۳ نفر جمعیت دارد.